# サントノレ通り

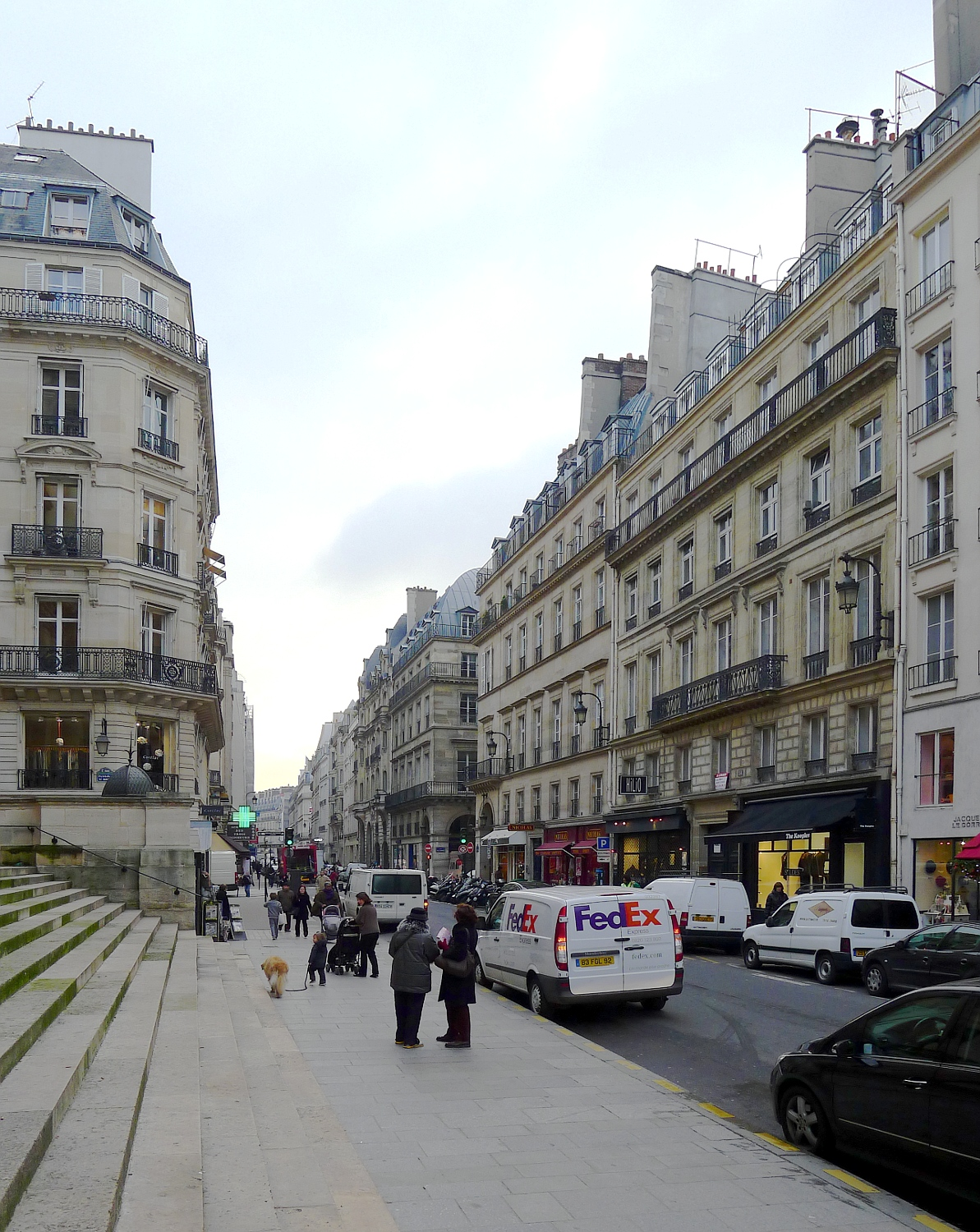
サントノレ通り

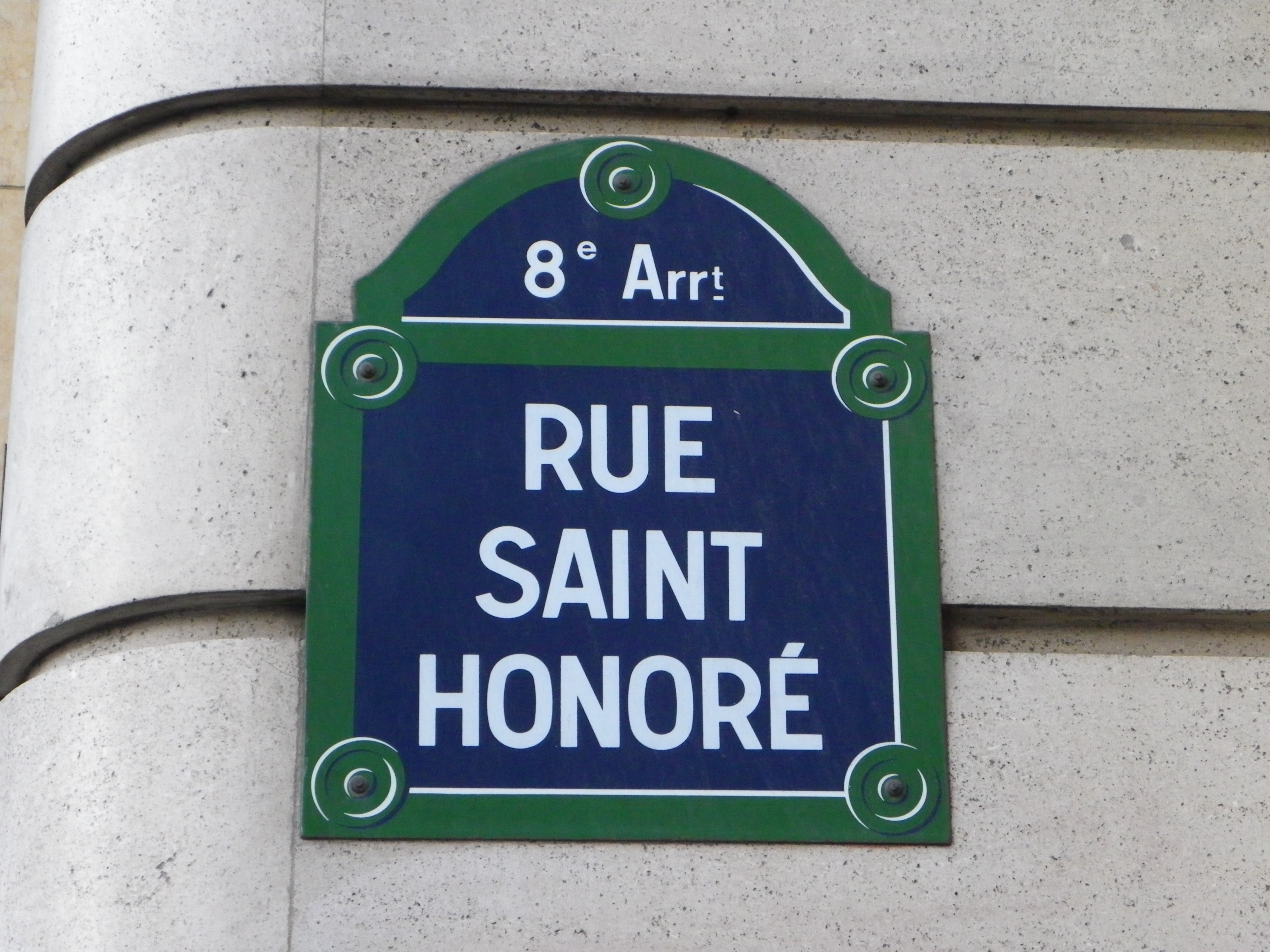
8区サントノレ通りのプラーク

サン＝トノレ通り（フランス語: rue Saint-Honoré、サントノレ通り）とは、フランス・パリの市内中心部、セーヌ川右岸（北岸）1区にある通りである。一部8区に差し掛かる。中世後期の時代からパリ市内（パリ城壁内）中心部を東西に走る、歴史的な通りでもある。

## 概要
パリ1区東側から順に、フォーラム・デ・アル、 (若干サントノレ通りから離れて位置する)ヴィクトワール広場、パレ・ロワイヤル、ルーヴル美術館、テュイルリー庭園、ヴァンドーム広場などに囲まれたセーヌ川右岸のパリ中心部を東西に走る。1区東側のアール通り（レ・アール通り） から、コンコルド広場とマドレーヌ寺院との間を繋ぐ8区内のロワイヤル通りに差し掛かり、ロワイヤル通りを挟んで更に西側方面へ進むと、シャンゼリゼ大通りと並行してエリゼ宮殿前を走るフォーブール＝サントノレ通りに続いていく。

### 通り界隈
フランス発の高級ブランドだけでも、このサントノレ通り界隈一帯には、シャネル、ロンシャン、モラビト、ゴヤール、エルベシャプリエ、クロエ等が本店等を構える。ヴァンドーム広場付近にはカルティエ、ブレゲ、ブシュロン、ショーメ、ヴァンクリーフ&アーペル、メレリオ・ディ・メレー、モーブッサン、またカール・ラガーフェルドが入るセレクトショップのコレット（fr）があり、ルーヴル美術館から北東側レアール地区方面にはヴィクトワール広場にケンゾー、同広場から南東側フォーラム・デ・アール界隈にはクリスチャン・ルブタン、アニエス・ベー等が本店等を構える。
さらにロワイヤル通りを挟んでフォーブール＝サントノレ通りに入ると、バカラ、イヴ・サンローラン、ドミニク・シロ、ランバン、エルメス、ランコム、レオ・マルシアーノ、ピエール・カルダン、ソニア・リキエル、ティエリー・ミュグレー、モロー、ロジェ・ヴィヴィエ、モンクレール、パティスリーのダロワイヨ、ラ・メゾン・デュ・ショコラが本店等を構える。さらに、このフォーブール側では、グッチ、プラダ、ドルチェ&ガッバーナ、カルティエ、シャネル、ジバンシー、ジョン・ロブ、ラ・ペルラなど、お馴染みのブランドが幾つも界隈で店舗を構える。また、香水のウビガンもこのフォーブール＝サントノレ通りが発祥。
このように、サントノレ通りからフォーブール＝サントノレ通りまで続く周辺界隈はフランスの世界的な高級ブティック等の本店が立ち並ぶ、世界屈指の高級ブランド街を形成している。また、サントノレ通りには子供服のミキハウスや、虎屋、野田岩、ジュンコシマダ、ヨウジヤマモトなど、フォブール＝サントノレ通りにはコム・デ・ギャルソン、イッセイミヤケなど、幾つかの日系企業ないし店舗も路面店を構えている。

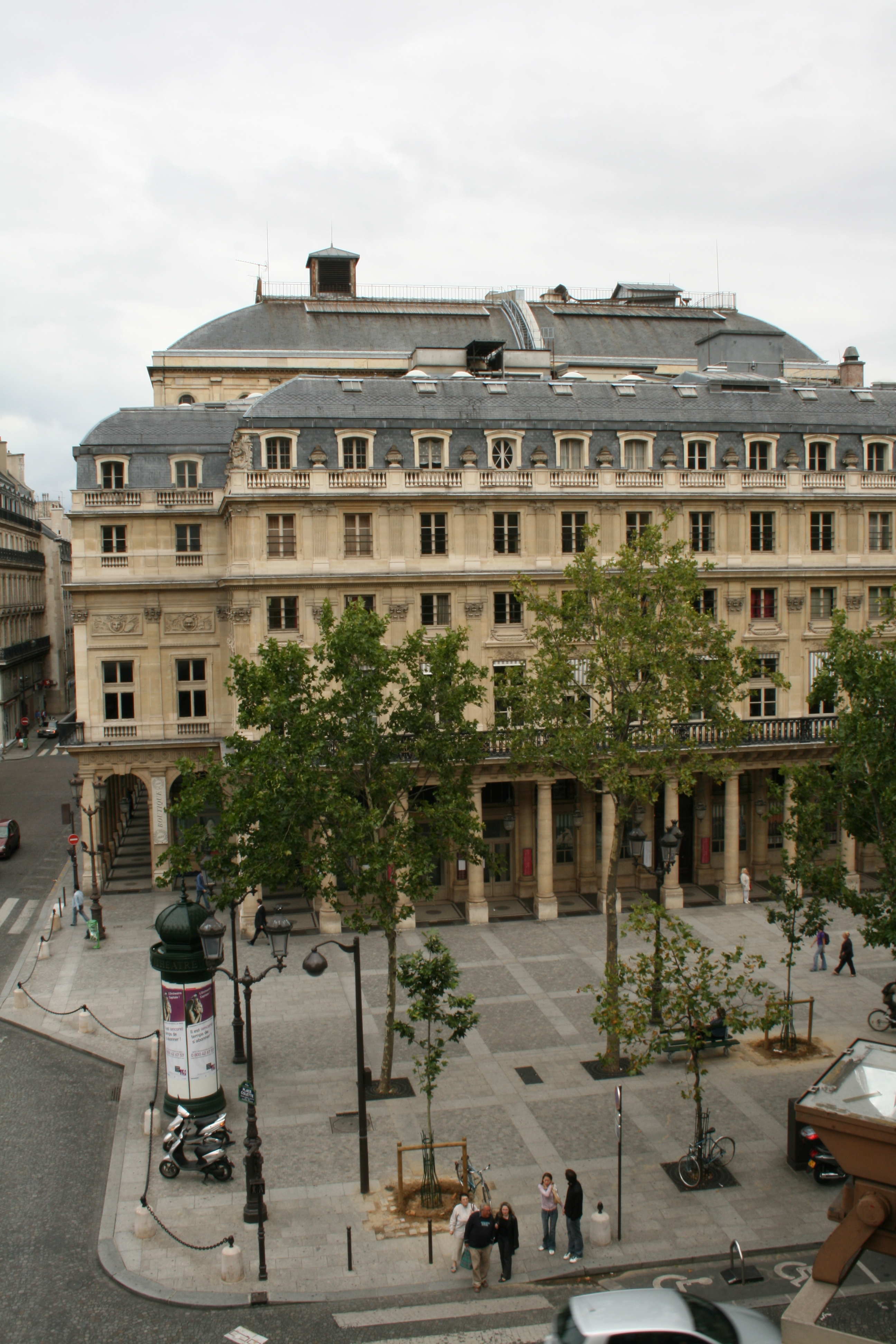
パレ・ロワイヤル南側ファサード西隣のコレット広場。建物はコメディ・フランセーズ。

## 主な施設・出来事
以下、番地順に記載。
- 14番地 - クロード・ベルナール（医師、生理学者）が1863年から居住。
- 47番地 - アントワーヌ・ド・ラヴォワジェが居住
- 111番地 - ジュール・マザランの新税に反対したピエール・ブルッセル (Pierre Broussel) らにより1648年8月26日、アルブル＝セック通り (Rue de l'Arbre-Sec) からフロンドの乱が勃発した。また、サントノレ通り界隈は"革命通り"と呼称されるように幾多の革命が勃発した[† 5]。
- 96番地 - モリエール（劇作家、俳優）がソヴァル通り (fr) との角で出生。1839年には同地にリヒャルト・ワーグナーが居住滞在した。
- 115番地 - ルイ・クロード・カデ・ド・ガシクール（化学者）が1762年に薬局を開く。1774年、王妃マリー・アントワネットの愛人ハンス・アクセル・フォン・フェルゼンが居住。
- 143番地 - オラトワール通りが交差。フィリップ・オーギュストの城壁跡。サントノレ南側を並走するリヴォリ通りにかけて改革派教会オラトワール・デュ・ルーヴル教会 (fr) があり、ガスパール・ド・コリニーの彫像が建つ。
- 182-192番地 - 文化・通信省
- 194番地 - ポール・バラスが1789年に居住。
- 195番地 - 1820年、肖像写真家で知られるナダールがサン＝ロック通りとの角で生まれる。
- 202番地 - 1660-1673年の間、モリエール劇団 (Troupe de Molière) がこの地にあったパレ・ロワイヤル劇場 (Théâtre du Palais-Royal) に置かれ、その後入れ替わるように1673-1763年の間、最初のオペラ座が置かれた。また、戯曲『シラノ・ド・ベルジュラック』第二幕の舞台ラグノーの店があった地 (現在の Café Brasserie Ragueneau)。タルトレット・アマンディーヌはラグノーが1638年にこの地で作ったもの[1]。
通り向かいには、1978年9月開業の大型骨董店ルーヴル・デ・アンティケール (fr) が、サントノレとリヴォリ通りとに挟まれた大型区画上の建物にある。元々は、旧ルーヴル百貨店 (fr) が1855-1974年にかけてあった地。ゾラ作『ボヌール・デ・ダム百貨店』(1883年) も参照。
- 203番地 - ブルボン朝創始者の国王アンリ4世殺しの科によりグレーヴ広場で八つ裂きの刑に処されたフランソワ・ラヴァイヤック (François Ravaillac) [† 6]が1610年5月13日に滞在した。現在はオテル・トロワ・ピジョン（ホテル）。
- 204番地 - パレ・ロワイヤル。西隣は、コレット広場 (fr) とコメディ・フランセーズ。
- 209番地 - ジョゼフ・ギヨタン（内科医）がフランス革命後に居住。
- 211番地 - ノアイユ館 1715年建造。2代目ノアイユ公爵アンヌ＝ジュール・ド・ノアイユ (fr) 未亡人が購入。1783年まで5代目ノアイユ公の娘アドリエンヌ (Adrienne de La Fayette) とその夫ラファイエットが居住した。
- 216番地 - 復古王政期にルイ・フィリップに仕えたアレクサンドル・デュマ・ペールの事務所があった。
- 219番地 - 統領政府期間中、第3統領シャルル＝フランソワ・ルブランが1802年に居住。また、1831年に"アルジェリア侵略戦争"の勝利記念にノアイユ館の一角を取壊し、アルジェール通り (fr) を設けた。ノアイユ館は、現在のオテル・サン＝ジェームス・エ・ダルバニー (ホテル, l'Hôtel Saint-James et d'Albany) に引き継がれている。
- 229-235番地 - フイヤン修道院 (Couvent des Feuillants)。界隈でサロンを主宰するサブリエール夫人のもてなしで詩人ジャン・ド・ラ・フォンテーヌが1673年の幾期間居住。さらに1685年には308番地に居住した。またフランス革命期の1789年11月から、ジャック＝ルイ・ダヴィッドの画『球戯場の誓い』で知られる憲法制定国民議会が、テュイルリー宮殿側のラ・サル・デュ・マネジュに置かれた。同議会議場で、ルイ16世は糾問され死刑宣告を受けた。その至近フイヤン修道院に同議会事務局が1798年まで置かれた。1791年7月16日、ジャコバン派[† 7]が内紛で分割されてから成立したフイヤン派の名称の由来となった。
- 239番地 - 1748-1762年の間、ジャン＝ジャック・ルソーの庇護者エピネー夫人 (Louise d'Épinay [† 8])の最初のサロンがあった地。
- 245番地 - 1885年、香水ランテリック (Lenthéric) のメゾンがあった。
- 263番地 - ノートルダム・ド・ラソンプション教会。フランス革命中は兵舎に利用された。また、七月王政期の1832年6月、ジャン・マクシミリアン・ラマルクの葬儀が執り行われた（六月暴動参照）。
- 270番地 - 文盲ながら劇作家でフェミニストの走りオランプ・ド・グージュが居住。フランス革命期間中、ギロチン刑に処された。
- 273番地 - 『第三身分とは何か』で知られるエマニュエル＝ジョゼフ・シェイエス居住
- 275番地 - 1790年に死刑宣告を受けたジャン＝ポール・マラーが3階に隠れた
- 286番地 - サン＝ロック教会。ジョン・ローはここでカトリックに改宗し、1719年財務総監就任。また、ドニ・ディドロの墓がある。フランス革命期の1795年10月、ヴァンデミエールの反乱が勃発。テルミドールの反動で左遷されたナポレオン・ボナパルトが副官に返り咲く。ナポレオンはミュラを登用。同教会界隈のぶどう弾攻撃で王党派300人あまりを殺害しあっさり鎮圧[† 9]。まもなく軍総司令官に昇進した。同教会ファサードには弾痕が未だ遺っている。
- 300-302番地 - オーベルジュ・デュ・リヨン・ドオー (auberge du Lyon d'Or) にダルタニャンが滞在。
- 310-316番地 - パリ音楽院に学んでいたホアン・クリソストモ・アリアーガが居住し20歳で夭折。
- 315番地 - ジョゼフ・フーシェが居住。
- 320番地 - 平原派で山岳派の協力者、公安委員会委員ベルトラン・バレール・ド・ヴュザック（Bertrand Barère de Vieuzac）が居住。
- 334番地 - ノアイユ別館。1744年に劇作家ピエール・ド・マリヴォーが居住。
- 335番地 - エゲルトン館 (エガートン館, Famille d'Egerton)
- 342番地 - 徴税請負人ルイ＝アドリアン・プレヴォ・ダルランクール (Louis-Adrien Prévost d'Arlincourt) が同徴税請負人の父らと居住。1794年5月8日に父の刑執行6日前に革命広場でギロチン刑に処された。
- 350番地 - 歴史家ジュール・ミシュレが"公安委員会の嘘つき"と評する上記ヴュザックが1794年に隠れた地。
- 352番地 - サロン主宰者で名高いソフィー・ド・コンドルセ (Sophie de Condorcet, ニコラ・ド・コンドルセ未亡人) が居住。
- 368番地 - 上記ジャン・マクシミリアン・ラマルクが居住。
- 370番地 -  ジャンヌ・ポワソン (ポンパドゥール夫人) が居住
- 374番地 - ジョフラン夫人 (Marie-Thérèse Rodet Geoffrin) のサロンがあった地。1825年、フランソワ＝ルネ・ド・シャトーブリアンが居住。
- 384番地 - タンサン夫人 (マダム・タンサン, Claudine Guérin de Tencin) のサロンがあった地。百科全書派のジャン・ル・ロン・ダランベールは実子だが、産まれてまもなくしてシテ島に遺棄した。
- 398番地 - フランス革命期間中の1791-1794年、ロベスピエールが同地のデュプレ家に下宿滞在。また、同地で8月10日事件を計画した。
- 404番地 - 先で交差するサン＝フロランタン通りを左(南)に曲がると1767-1769年建造サン＝フロランタン館 (Hôtel de Saint-Florentin) がある。1812年、タレーランが購入し中二階に居住し、愛人ドロテ・ド・クールランドが三階に居住。1814-1815年のナポレオン戦争終結期にロシア皇帝アレクサンドル1世が自由に利用し、タレーランによりブルボン朝による復古王政のための包括交渉の材料に用いられた。1838年7月にはパリ・ロチルド家初代ジェームスが高額で購入し、ハイネは"パリ金権政治のまさにヴェルサイユ"と詠んだ。中二階を借りたドロテア・フォン・リーフェンがパリで開いたサロンは"欧州の情報収集拠点にして監視所"と呼ばれた。1949年、マーシャル・プラン本部が置かれ、また、NATOの最初の米国特使を迎え入れた。サン＝フロランタンから先はリヴォリ通り、コンコルド広場の海軍館 (Hôtel de la Marine) に出る。
- 422番地 - ルイ13世の城壁[† 10]とサントノレ門があった地。1652年10月21日、フロンドの乱から逃れていたルイ14世がこの城門からパリに帰還した

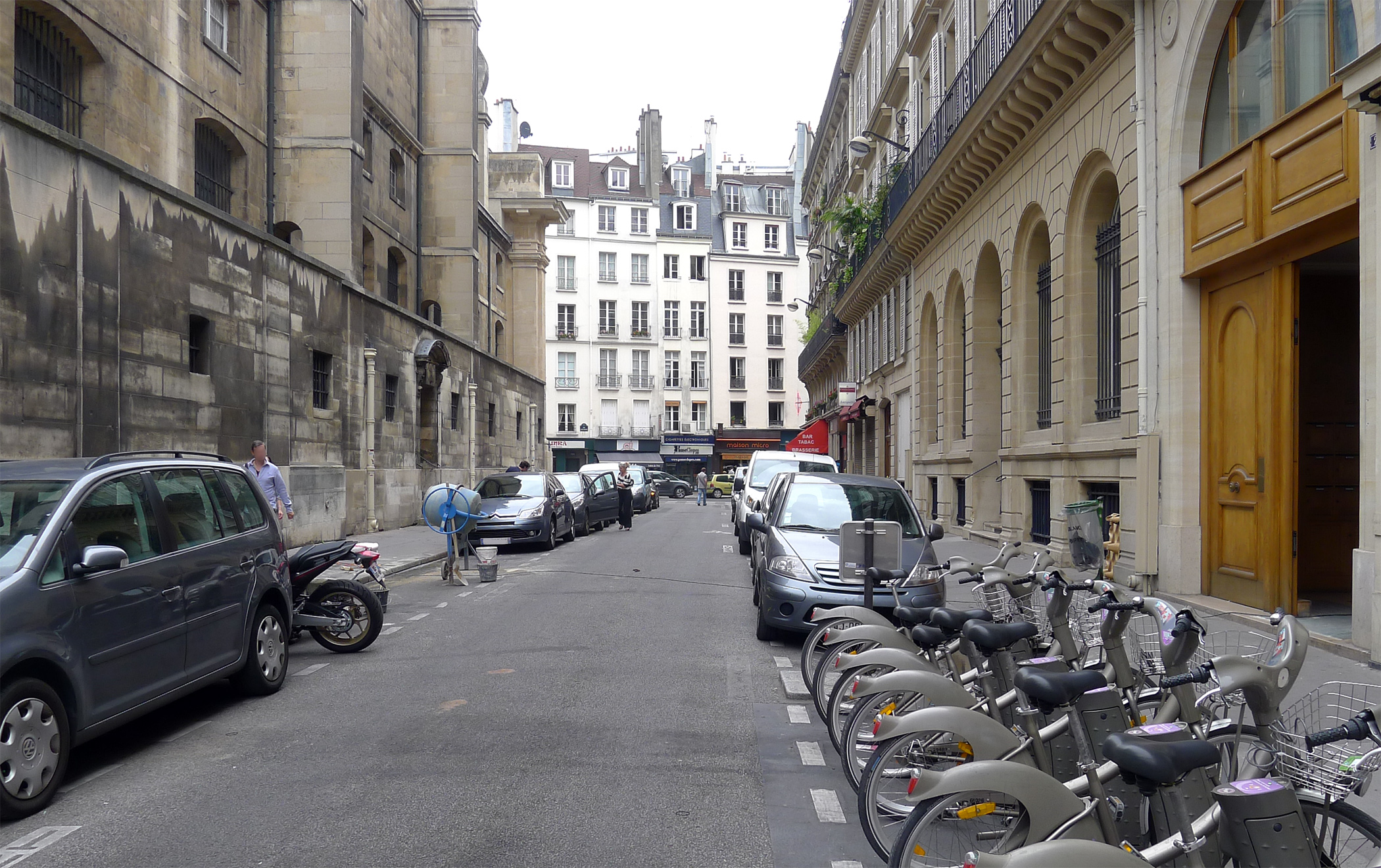
リヴォリ通り側からサントノレ通り方向を見る。オラトワール通り (Rue de l'Oratoire)。左はオラトワール・デュ・ルーヴル教会
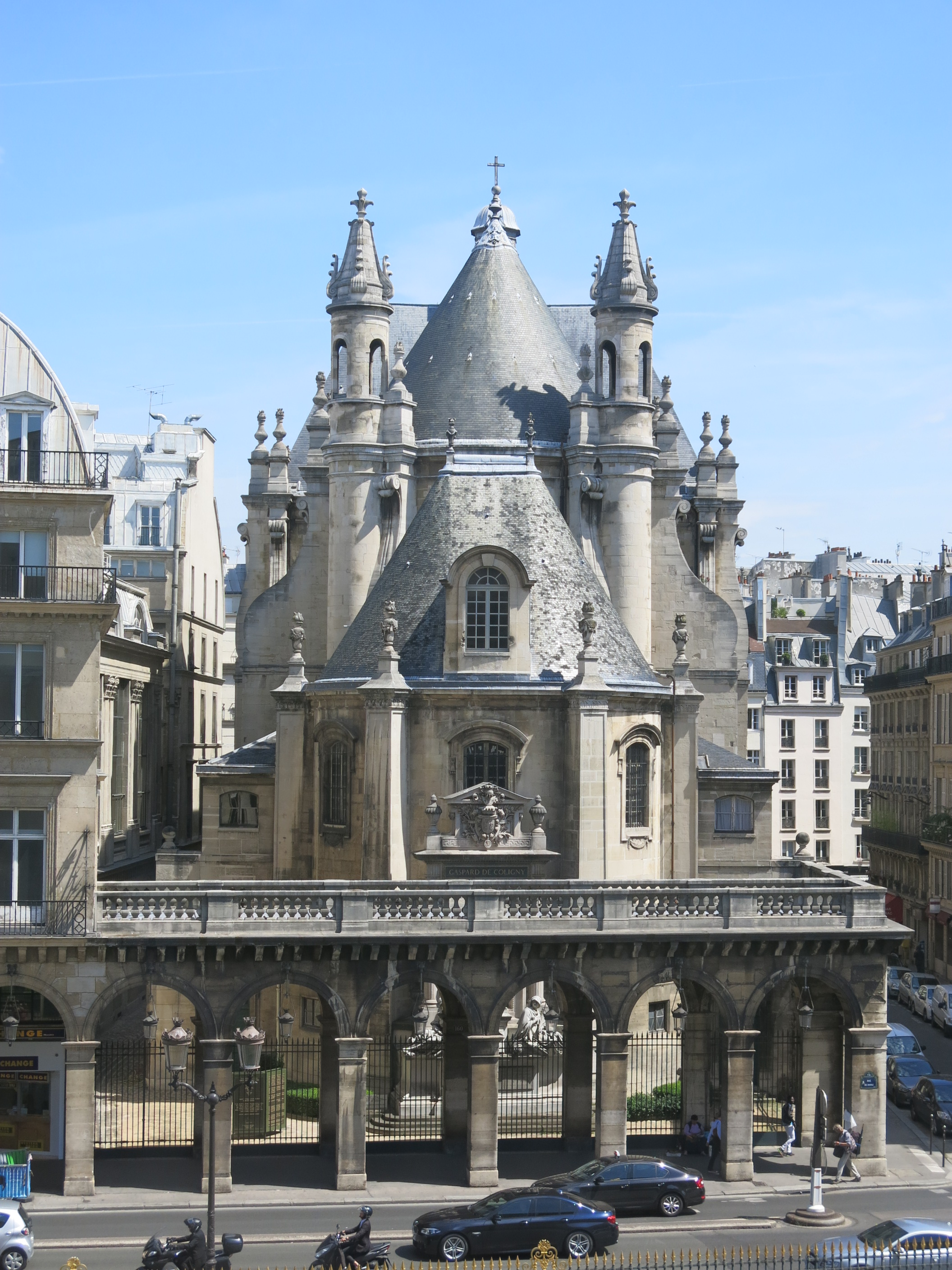
オラトワール通り沿いリヴォリ通りにかけて建つ、パリでは珍しい改革派教会オラトワール・デュ・ルーヴル教会。リヴォリ通り側ルーヴル美術館から見る。
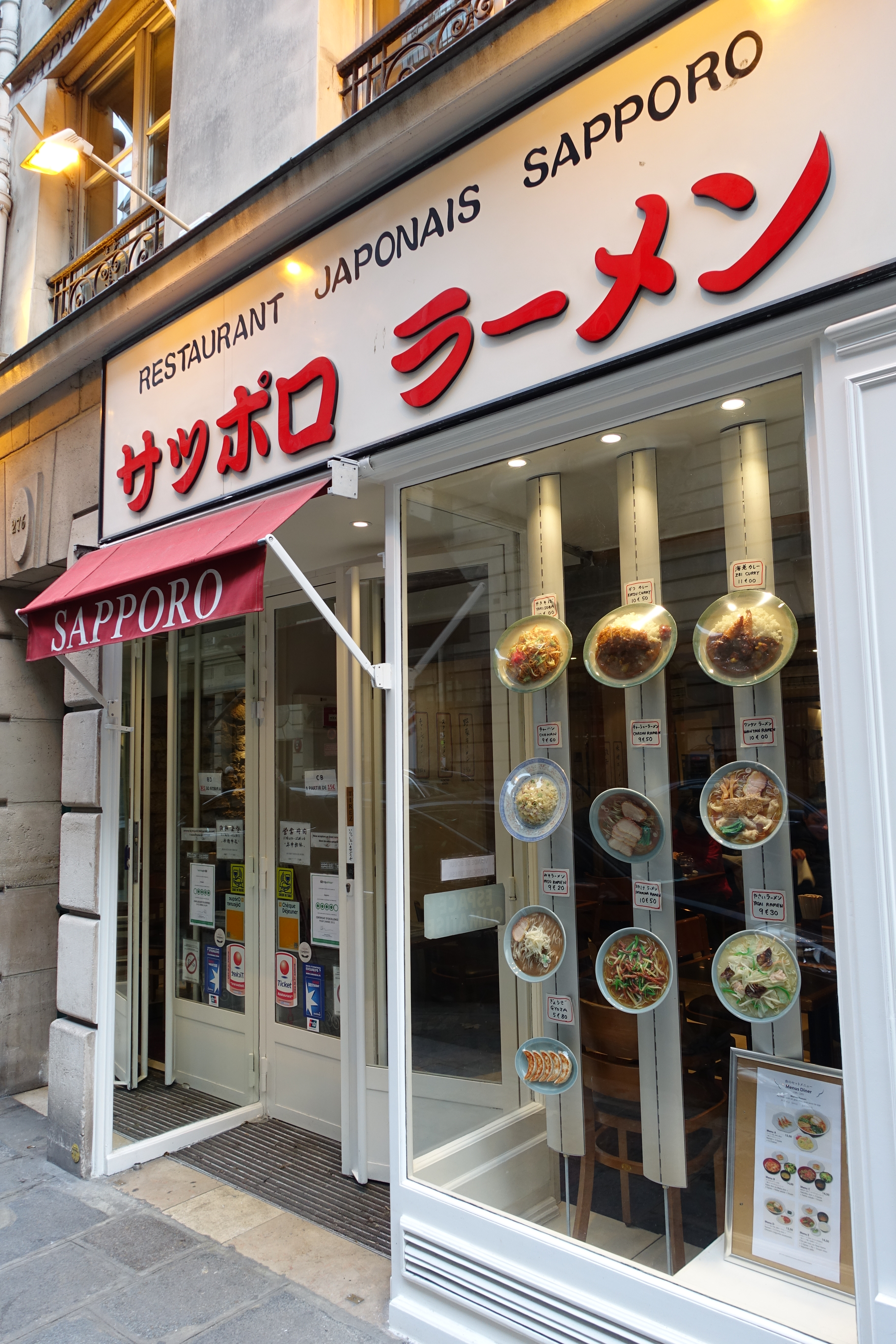
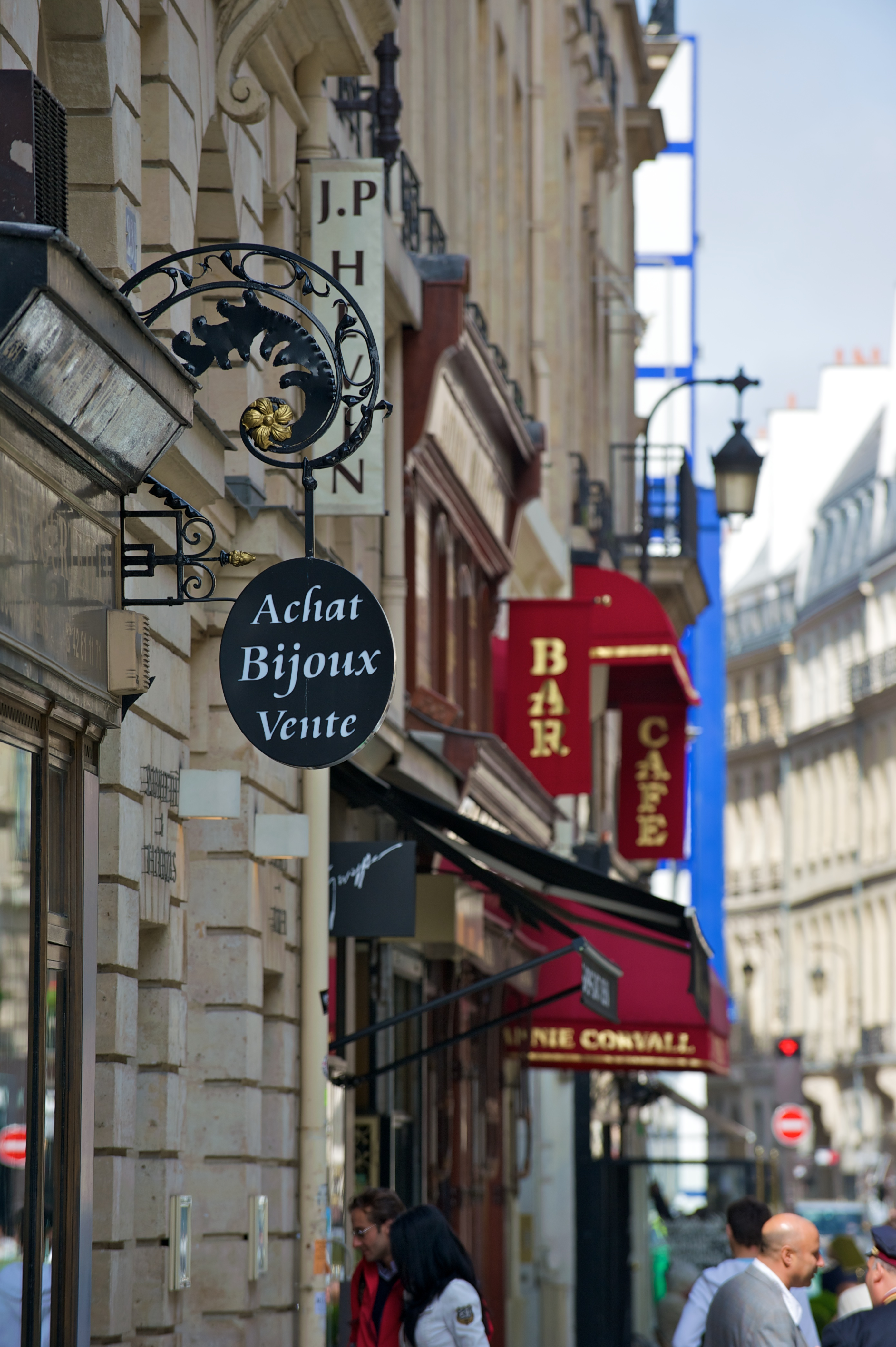
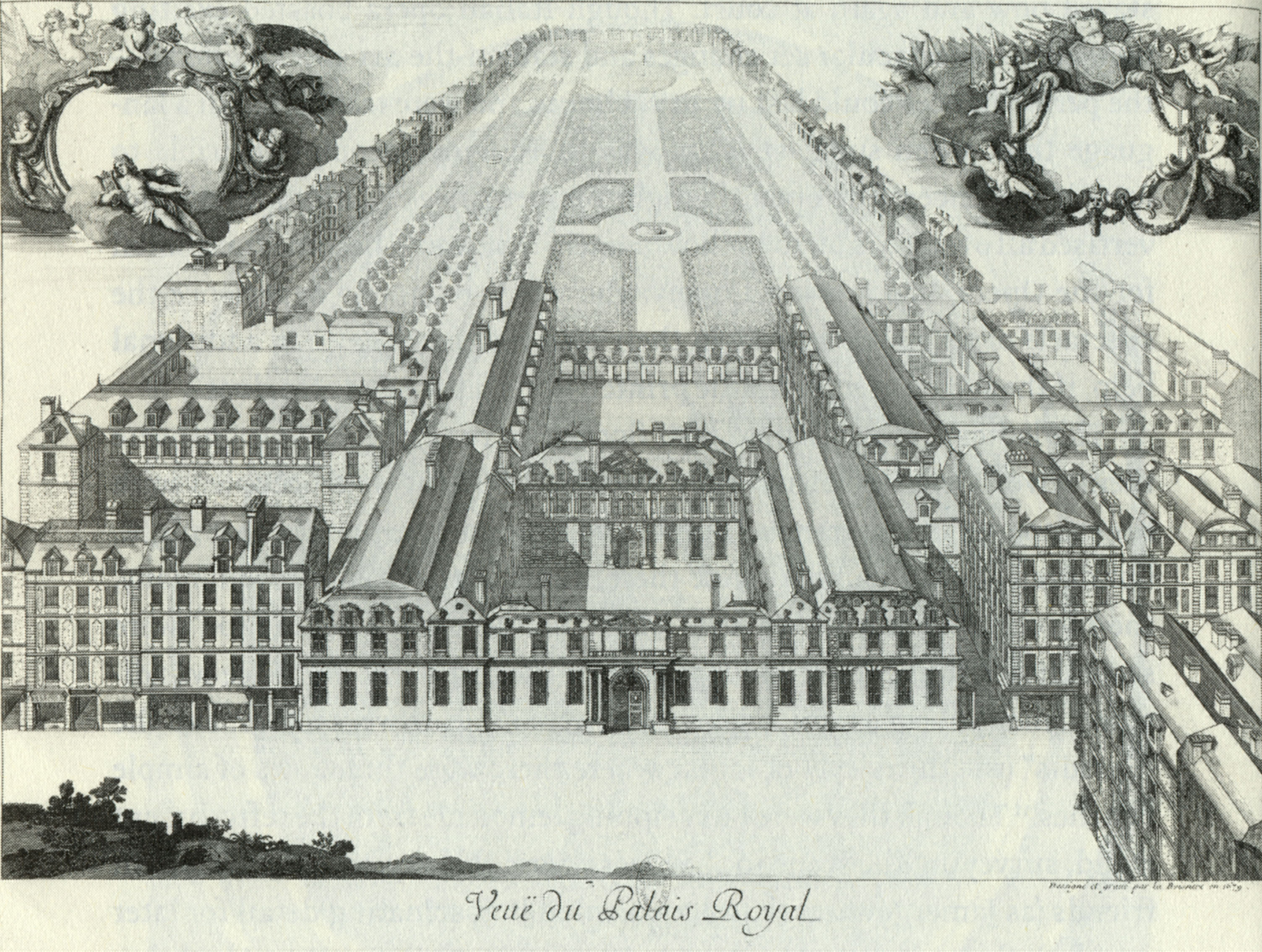
パレ・ロワイヤル (あるいは後に"パレ・エガリテ"とも呼称)、1679年
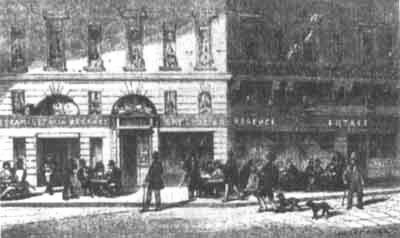
Café de la Régence 1881-1910. (18・19世紀ヨーロッパにおけるチェスの聖地だったカフェ)
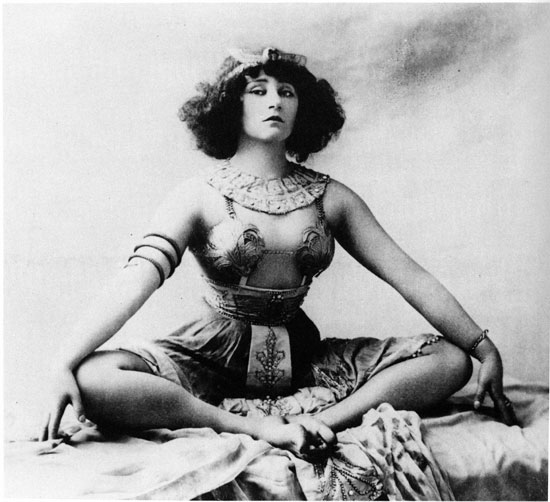
エキゾチックなエジプシエンヌ姿のコレット, 1907年。コレット広場の名称は、1966年アンドレ・マルローが、パレ・ロワイヤルやシャンゼリゼ界隈に居住していたシドニー＝ガブリエル・コレットから名付けた。
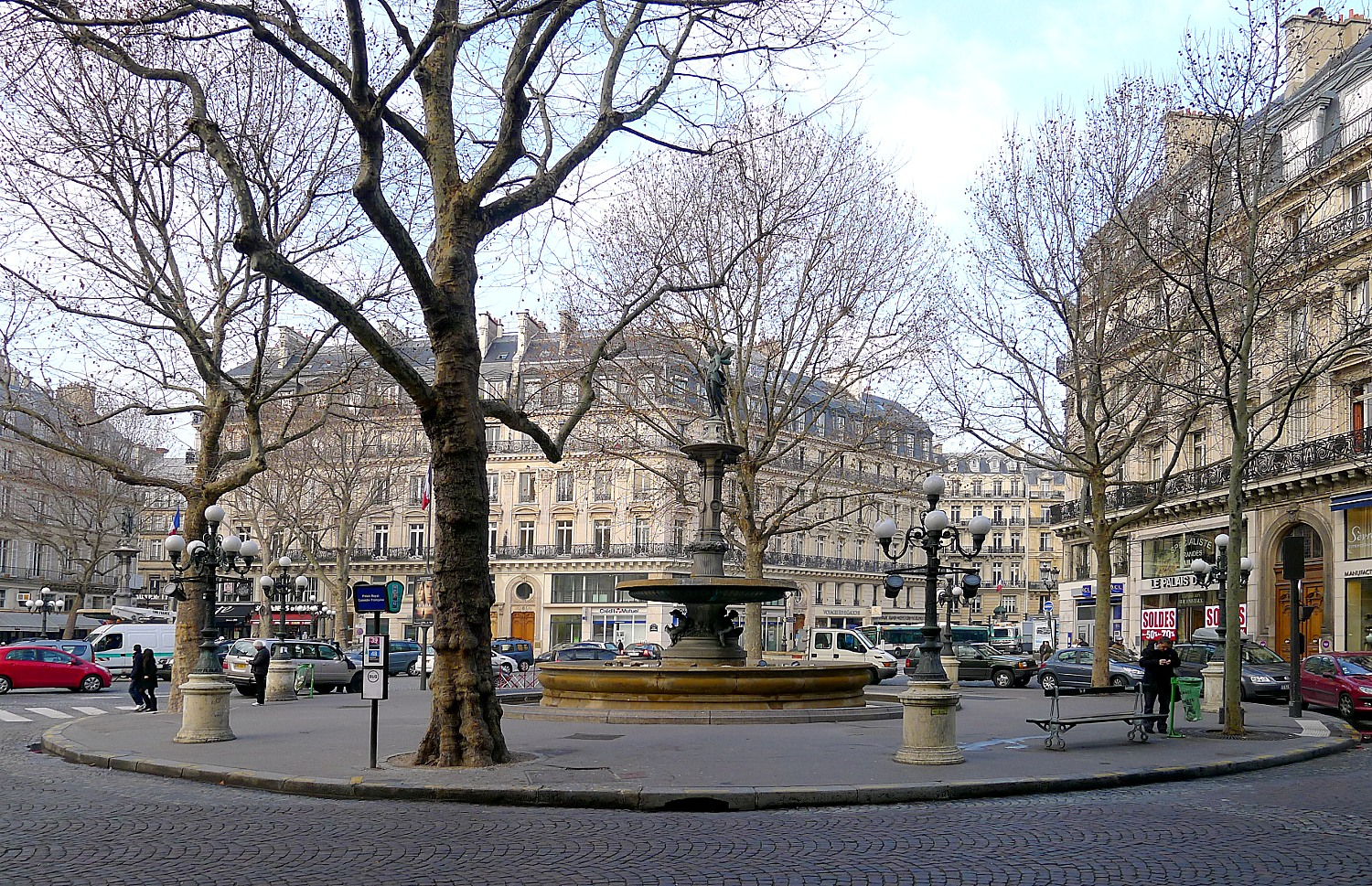
アンドレ＝マルロー広場。左に走るのがサントノレ通り、右に走るのがオペラ大通り。
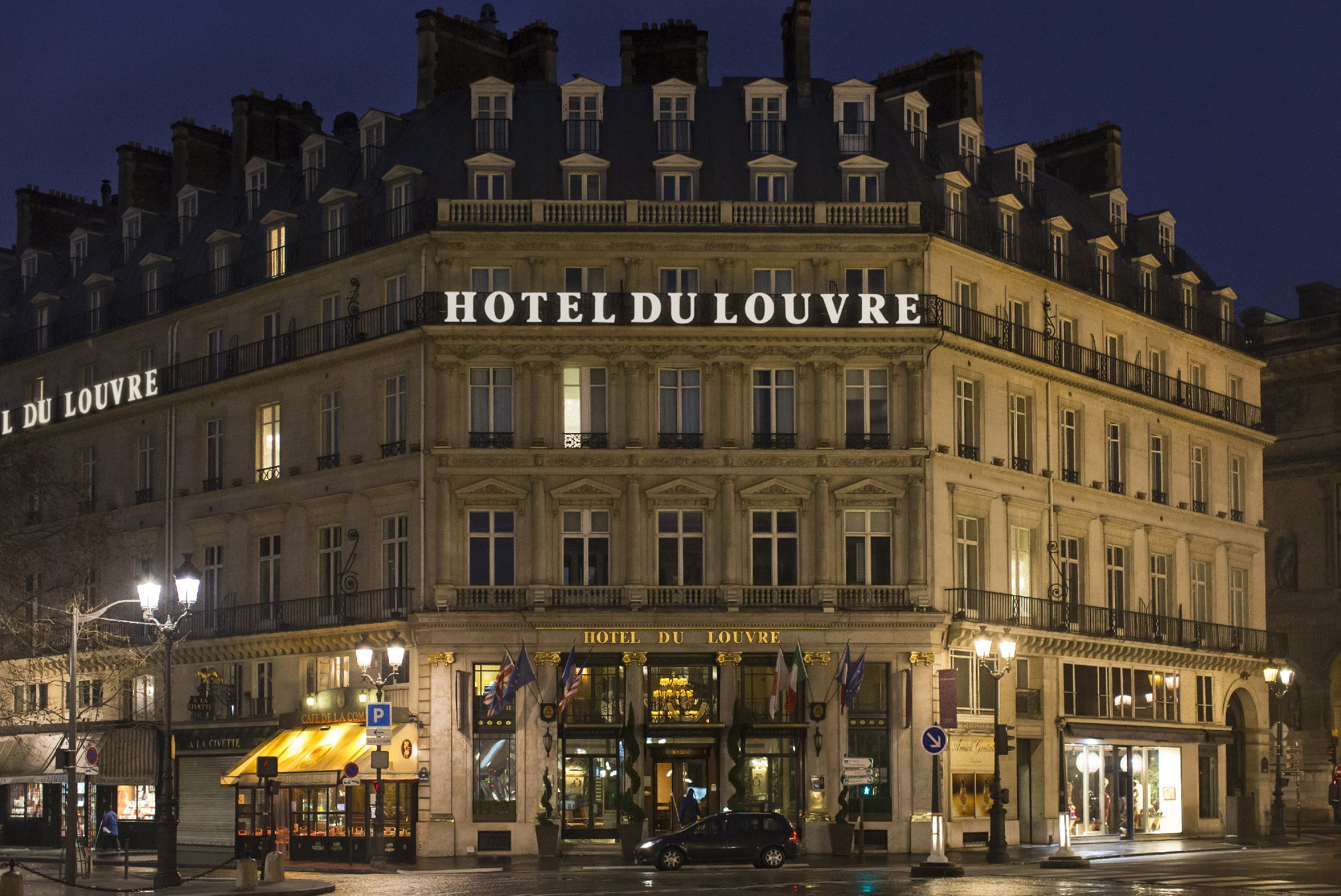
アンドレ＝マルロー広場界隈にあるオテル・デュ・ルーヴル ハイアット、2013年4月
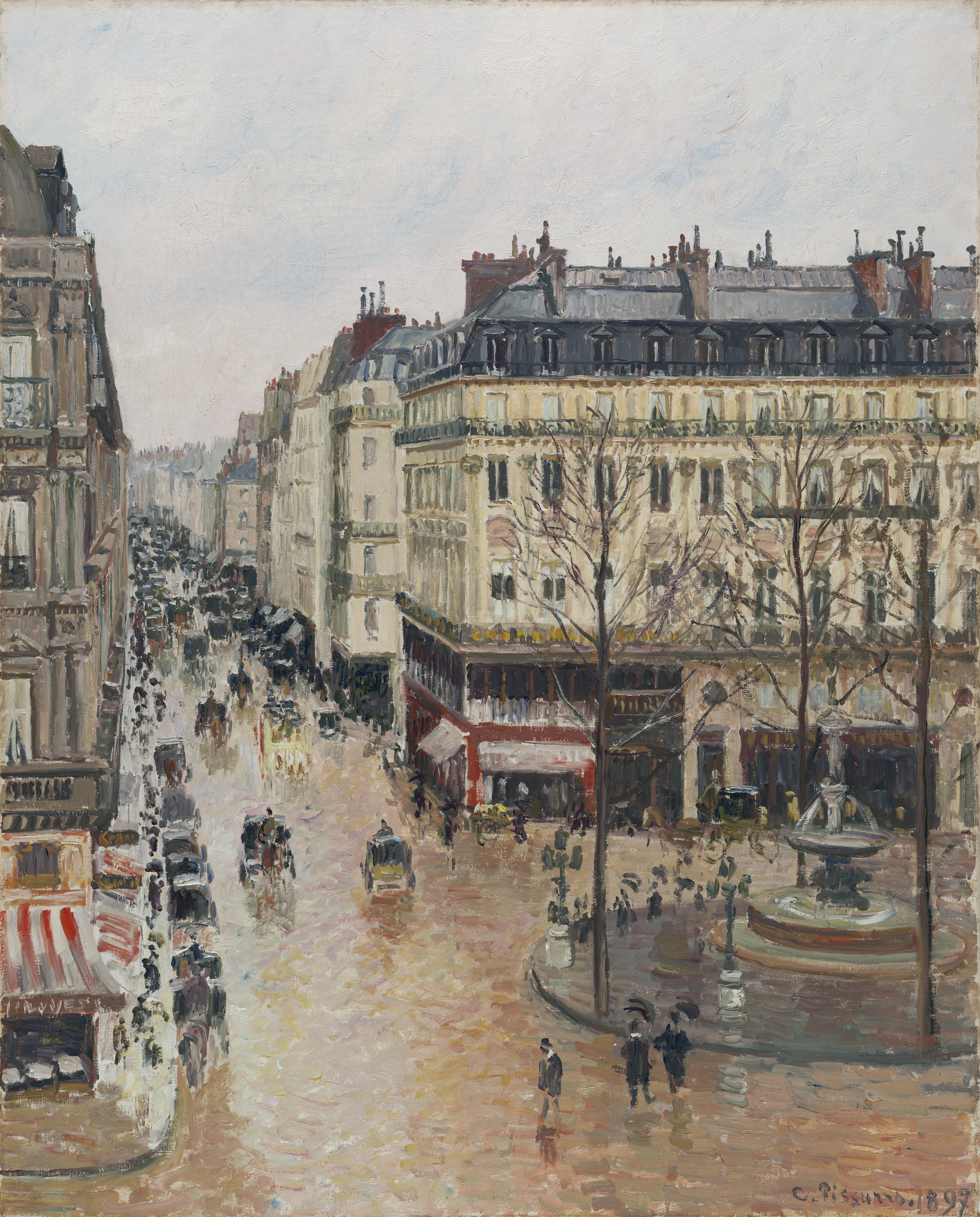
『雨の中の午後のサントノレ』 カミーユ・ピサロ作、1897年, 現在のアンドレ＝マルロー広場界隈
仏のシンボルマリアンヌが描かれた『民衆を導く自由の女神』。7月革命が最初に勃発したサントノレ通り界隈のバリケード戦にドラクロワが着想を得て描いたもの。
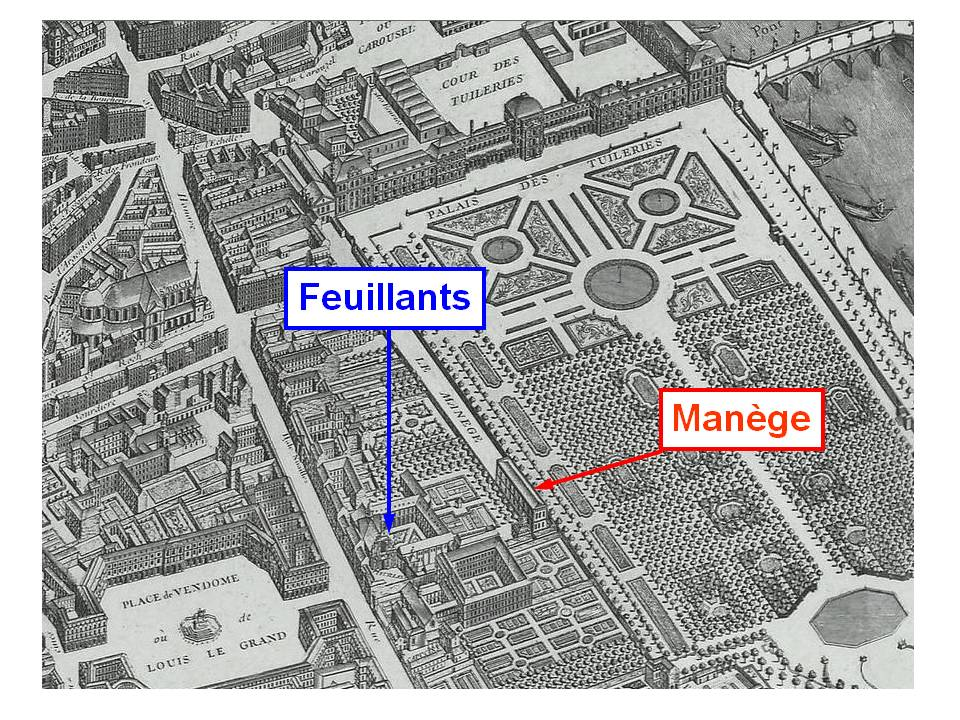
フイヤン修道院とフランス革命期間中、議会が置かれたテュイルリー庭園側のラ・サル・デュ・マネジュ
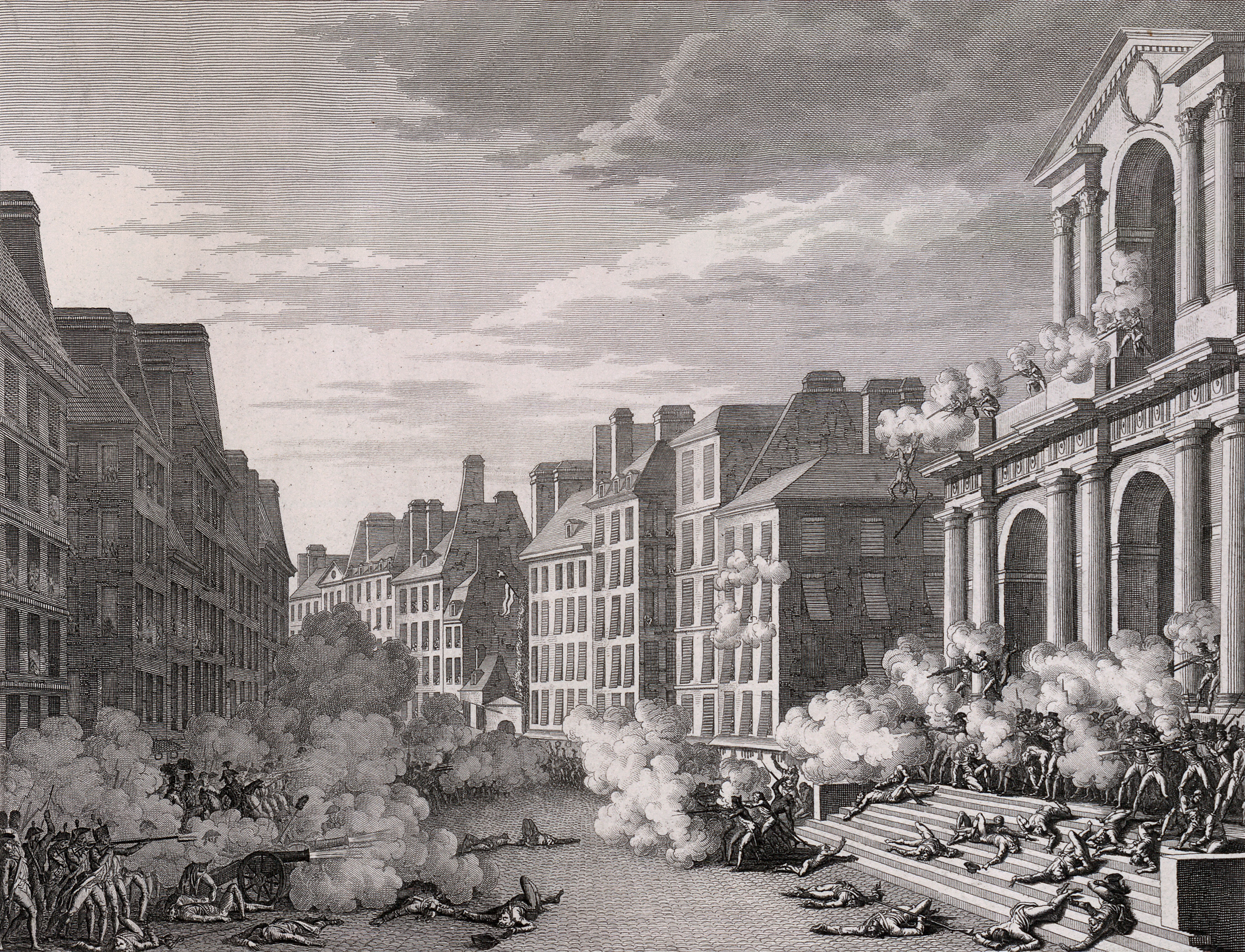
ヴァンデミエールの反乱時、サン＝ロック教会 (Église Saint-Roch de Paris) 界隈で王党派に対しぶどう弾による大砲で鎮圧したナポレオン。弾痕が同教会ファサードに未だ遺る。
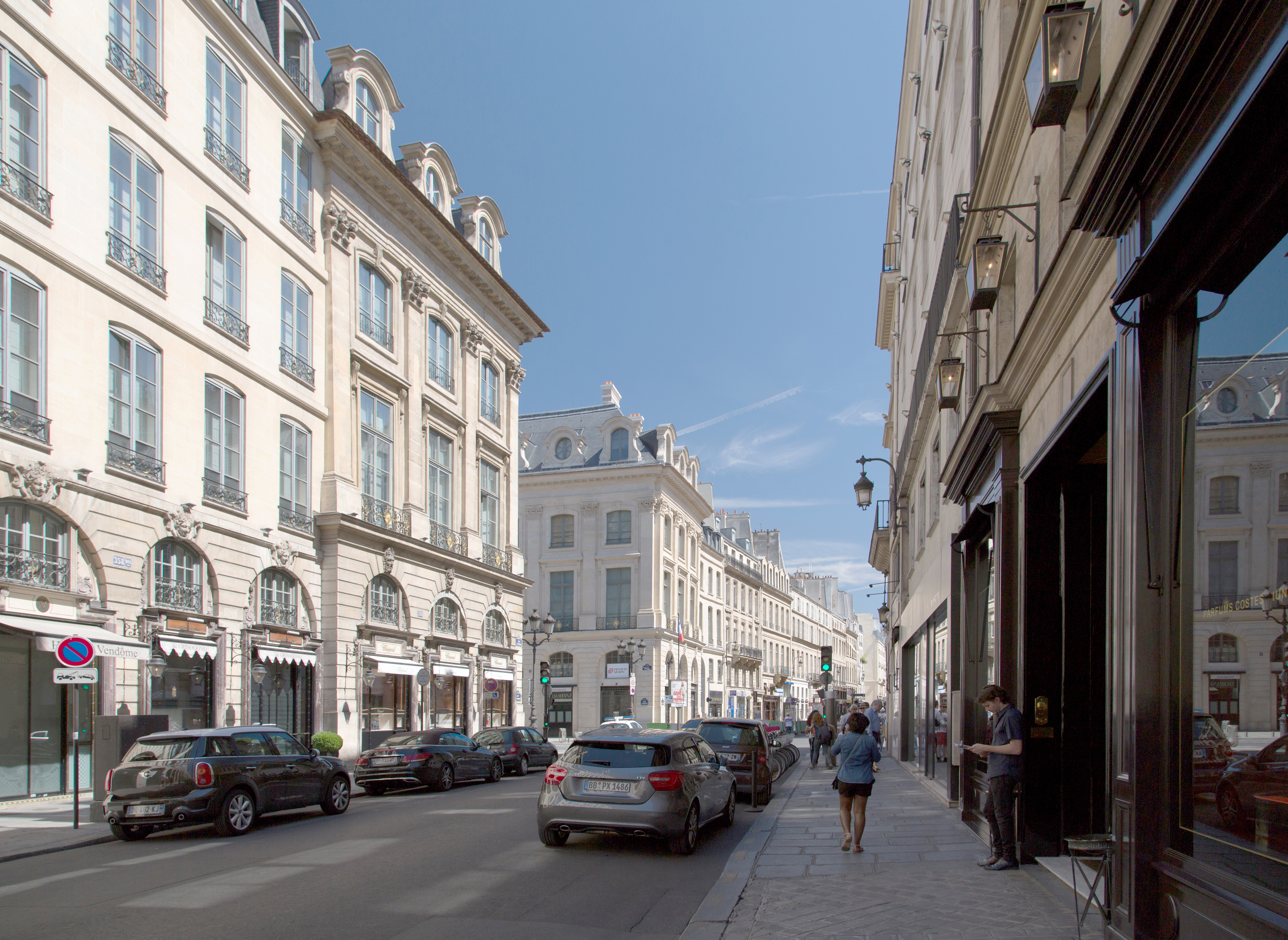
オテル・ド・ヴァンドーム界隈
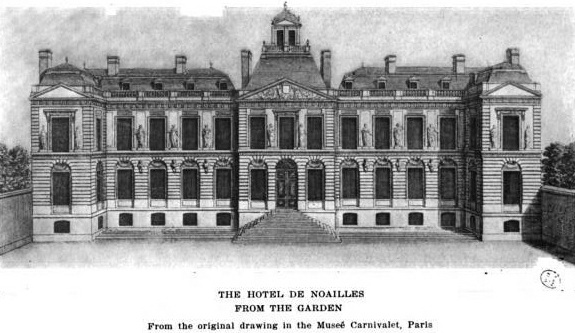
ノアイユ館
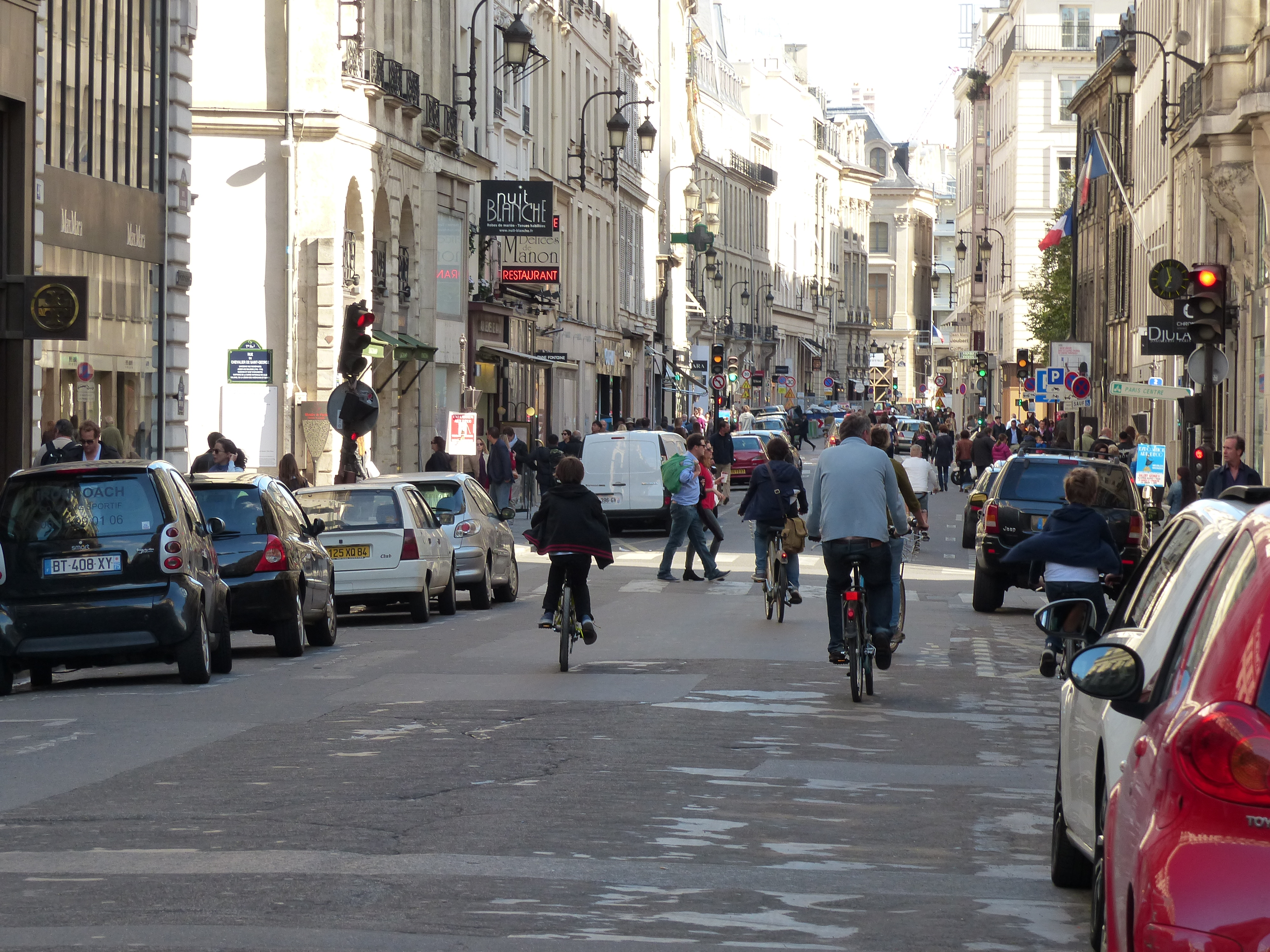
歩行者天国
1380年のパリ市街図。内側の黒線はフィリップ・オーギュストの城壁。同外側はシャルル5世の城壁[† 10]。セーヌ川右岸左側にサントノレ通りが見える。サントノレ通りとルーヴル砦(ないし城)の間にあるレ・キャンーズ・ヴァン (Les Quinze-Vingts) は、聖ルイ設立の盲人病院[† 11]。
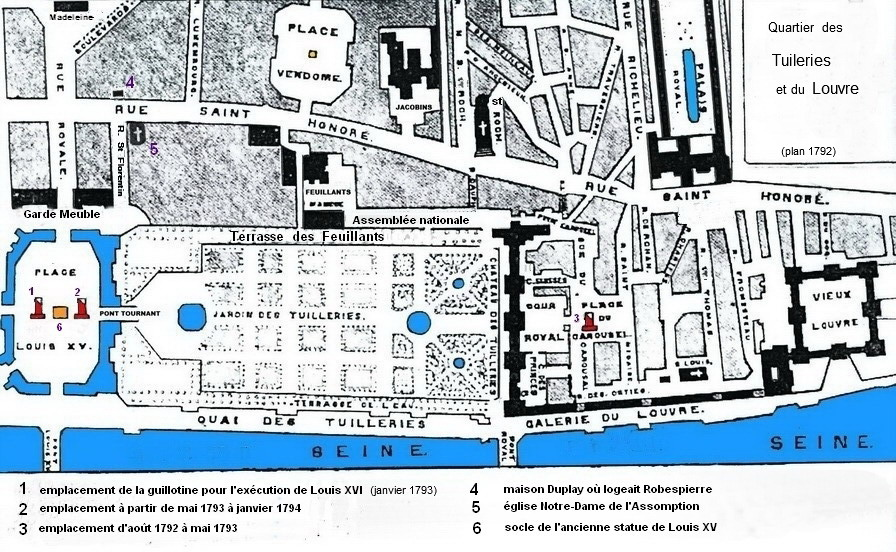
1857年パリ改造初期に発刊されたフランス革命期1792年の地図。テュイルリー宮殿とサントノレ通り(リヴォリ通りやオペラ大通りは未開通)。
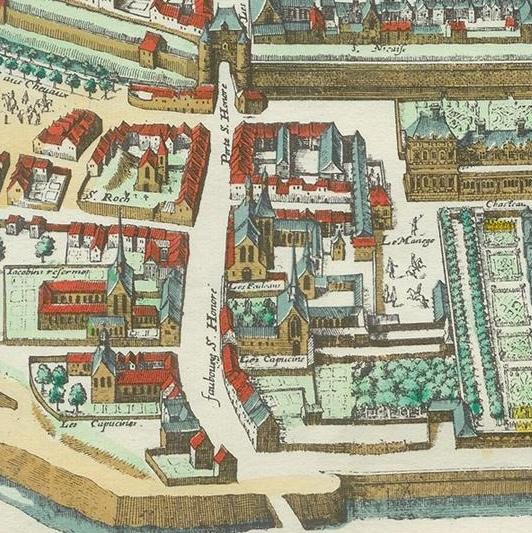
Détail du plan de Paris par Mérian (1615) montrant le faubourg au delà de la seconde porte Saint-Honoré. (1615年のサントノレ門（ルイ13世の城壁 (fr)[† 10]時代）と門外のフォーブール＝サントノレ)
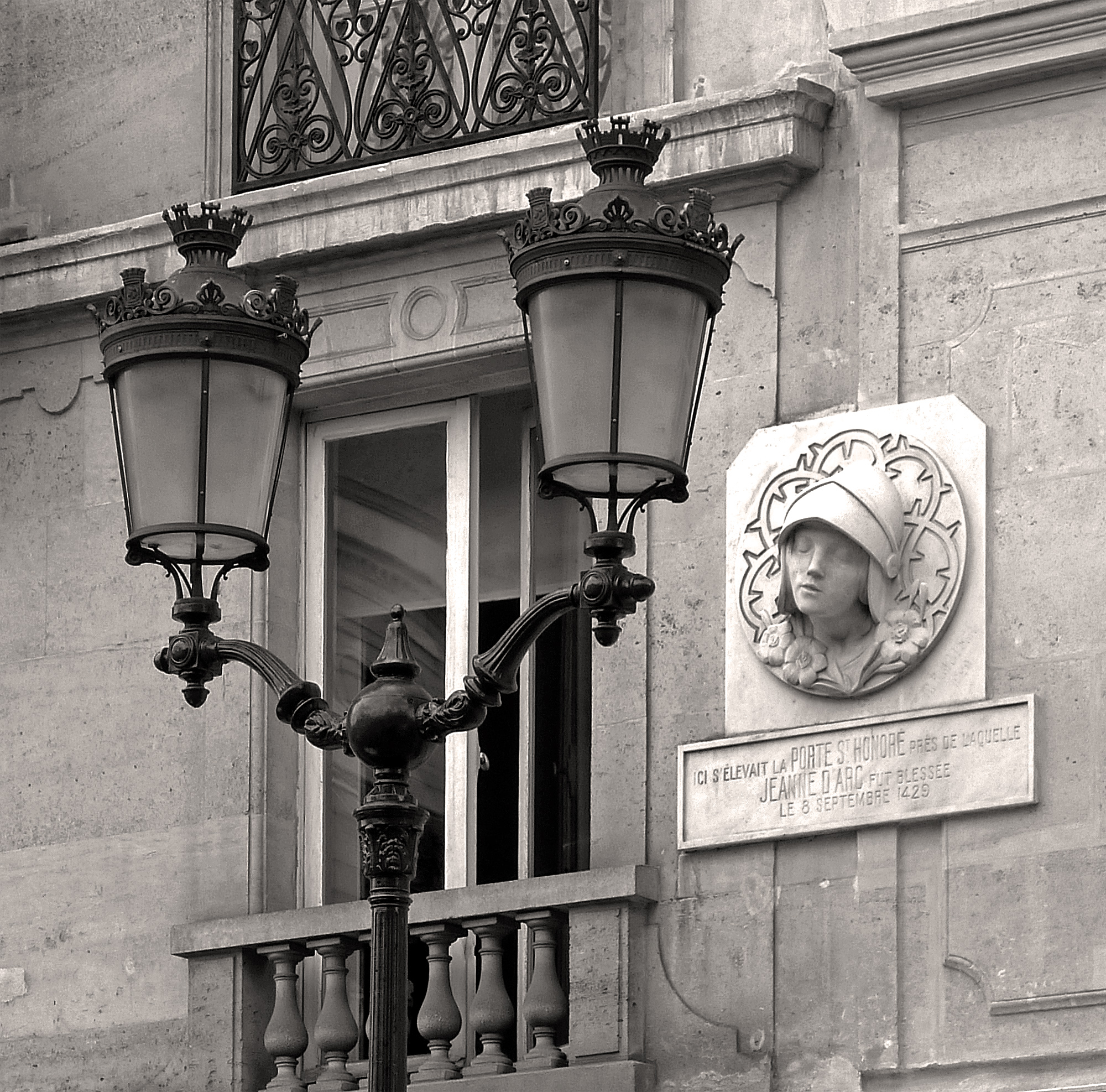
161-163番地にある、パリ包囲戦 (1429年)でサントノレ門（シャルル5世の城壁 (fr)[† 10]時代) を攻撃したジャンヌ・ダルクのレリーフ

## 主な商業施設・店舗など
以下、通り東側レ・アル地区フォーラム・デ・アル界隈レ・アル通りとの起点から、通り西側8区内で接続するフォーブール＝サントノレ通り方面へと、順々に記載。
- 番外 - フォーラム・デ・アル。同フォーラム内には、話題のセレクトショップ&サロン・ド・テのセット・サンク＝シャトレ (Sept Cinq - Châtelet) 、アラン・デュカスのブラッスリー・シャンポー (Champeaux)、プロヴァンス発のカリソンやヌガーなど近世プロヴァンスの郷土ビスキュイを販売するル・プティ・デュック (Le Petit Duc) などがある。
- 85番地 - オテル・サントノレ (Hôtel Saint Honoré)
- 121番地 - レストラン飲茶 (Restaurant Yam'Tcha)。先でルーヴル通りが交差している。
- 182番地 - 文化・通信省
- 204番地 - パレ・ロワイヤル。西隣は、コレット広場 (fr) とコメディ・フランセーズ。同パレ・ロワイヤル庭園内の、リシュリュー通り側ギャルリー・モンパンシエ51番地にテラスカフェ・キツネ (Café Kitsuné)[† 12]がある。
- 159番地 - カフェ・リュック (Café RUC, ブラッスリー)。アンドレ＝マルロー広場があり、オペラ大通りが南北に交差している。
- 159番地 - ハーゲンダッツ
- 167番地 -  ル・カフェ・ド・ラ・レジャンス (Le Café de la Régence)。名称は、パレ・ロワイヤル界隈にあった欧州におけるチェスの聖地だった同名カフェ (Le Café de la Régence) から名付けられた。先で交差するレシェル通りを左(南)に曲がるとクレプリー・フランボワーズ ルーヴル・サントノレ (Crêperie framboise Louvre St Honoré, クレープ店)、スターバックスがある。同様に、同通りを右(北)に曲がると、ル・モントグロッソ・サール (Le Montegrosso Sarl, イタリア料理店)、レストラン膳 (Restaurant Zen, 和食店) がある。
- 173番地 - 風刺新聞ル・カナール・アンシェネ (Le Canard Enchaîné) 本社、及びアスティエ・ド・ヴィラット（Astier de Villatte, 陶磁器店）
- 256番地 - カフェ・ヴェルレ (Cafe Verlét)
- 272番地 - 野田岩
- 276番地 - ラーメン屋・サッポロ (Sapporo)
- 284番地 - サン＝ロック教会の裏手を通るパサージュ・サン＝ロック
- 195番地 - ロジェ・ガレ (Roger&Gallet, 香水店)。先で交差するサン＝ロック通りを右(北)に曲がると、インテリアショップのブリジット・タナカ (Brigitte Tanaka)、17世紀バロック様式のサン＝ロック教会がある。同様に、同通りを左(南)に曲がると、人気のインテリアショップ・サラ・ラヴォワンヌ (サラ・ラヴォワーヌ, Sarah Lavoine)[† 13]がある。
- 205番地 - カルフール・エクスプレス パリ・サントノレ (Carrefour Express Paris Saint Honoré)
- 211番地 - シャンタル・トーマス (Chantal Thomass, ランジェリー店)[2]
- 213番地 - セレクトショップ・コレット。先で交差する7月29日通りを左(南)に曲がると、セオリー、カール・ラガーフェルド、ザディグ・エ・ヴォルテール (Zadig & Voltaire) がある。同様に交差するマルシェ＝サントノーレ通りを右(北)に曲がるとブティック・ディオール・ボーテがあり、マルシェ＝サントノレ広場に向かう。
- 219番地 - ソシエテ・ジェネラルサントノレ支店
- 339番地 - バレンシアガ
- 221番地 - オテル・ロワイヤル・サントノレ (Hôtel Royal Saint Honoré)
- 348番地 - モワナ (Moynat, 老舗革製品店)
- 231番地 - ジャン＝ポール・エヴァン (Jean Paul Hévin, MOFのショコラティエによるショコラトリーないしパティスリー)[† 14]
- 233番地 - ゴヤール (E. Goyard, トランク等老舗革製品店)
- 235番地 - ピエール・マルコリーニ、ブラッスリー・ル・カスティリオンヌ (Le Castiglione)、ブラッスリー・アレクサンドル・ド・パリ。交差するカスティリオンヌ通り (カスティリオーヌ通り)を左(南)に曲がると、ショコラ専門店 レ・マルキ・ド・ラデュレ、高級フランス料理店 カレ・デ・フイヤン (Carré des Feuillants)、老舗のジョヴォワ・パリ (Jovoy Paris, 香水店)。
- 356番地 - ゲラン。同様に交差するカスティリオンヌ通りと接続するヴァンドーム広場通りを右(北)に曲がると、ジュエリー中心のメゾン・ルイ・ヴィトン・ヴァンドーム、オテル・ド・ヴァンドーム (Hôtel de Vendôme)、ショパールブティック (Chopard) がある。
- 239-241番地 - オテル・コスト (Hôtel Costes)
- 243番地 - J.M.ウェストン (J.M. Weston, 1891年リモージュ発祥シャンゼリゼ通り等にあるローファー等老舗革靴店)
- 245番地 - トゥミ (Tumi)、及びイヴ・サロモン (Yves Salomon, 1920年パリ創業の老舗ファーメゾン)[† 15]
- 362-364番地 - オメガブティック
- 366番地 - ミキハウス
- 368番地 - マーク・ジェイコブス
- 368番地 - エンポリオ・アルマーニ
- 372-374番地 - コーチ
- 374番地 - ZARA
- 251番地 - マンダリン・オリエンタル・パリ、フランス料理店 スュー・ムジュール・パ・ティエリー＝マルクス (Sur Mesure par Thierry Marx) [† 16]
- 253番地 - クロエ
- 259番地 - モラビト
- 261番地 - ロベルト・カヴァリ (Robert Cavalli)
- 378番地 - トム・フォード。交差するカンボン通りを右(北)に曲がるとシャネル本店、同本店向かいに公立カンボン幼・小 (エコール・カンボン, École maternelle et élémentaire Cambon) がある。同様に、同通りを左(南)に曲がると"エナ帝国"なる所以たる会計検査院 (Cour des comptes)、パコ・ラバンヌ (Paco Rabanne)[3]、さらにリヴォリ通りが近づくと、ピエール・エルメ、ヨウジヤマモト[† 17]、ブラッスリーのシェ・フロット (Chez Flottes [† 18])、ザディグ・エ・ヴォルテールがある。
- 263番地 - ノートルダム・ド・ラソンプシオン教会。ロトンド（ドーム屋根）形状のポーランド教会。
- 392番地 - エルベ・シャプリエ
- 404番地 - ロンシャン。先で交差するサン＝フロランタン通りを左(南)に曲がるととらや (虎屋)、ジュンコシマダ、アトリエ・コローニュ (Atelier Cologne, オーデコロン・香水店)。
- 273番地 - ヴァレンティノ（Valentino SpA） メンズ旗艦店[4]
- 408-410番地 - マックスマーラ
- 412番地 - トリー・バーチ (Tory Burch)
- 422番地過ぎ〜 - 交差するロワイヤル通りを過ぎてフォーブール＝サントノレ通りに入る。同ロワイヤル通りを右(北)に曲がるとラデュレがあり、マドレーヌ寺院が見える。左(南)に曲がるとコンコルド広場になる。

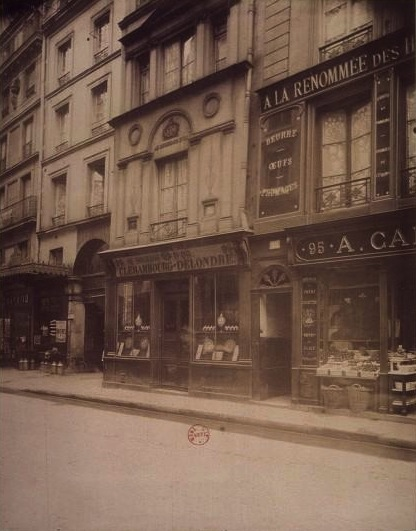
ブティック "Au Bourdon", サントノレ通り93番地  及び、"À la renommée des herbes cuites", サントノレ通り95番地、1908年
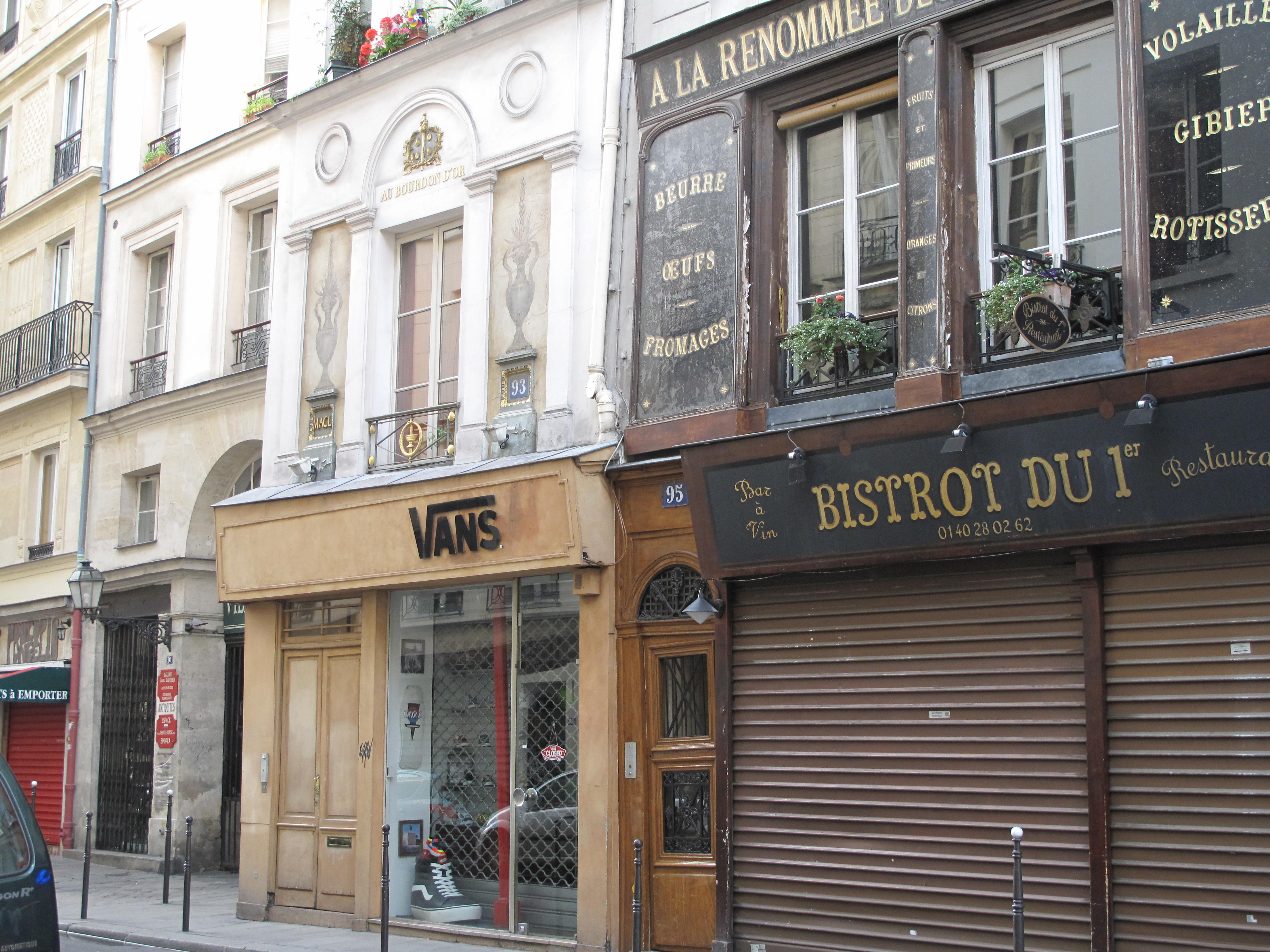
同現在
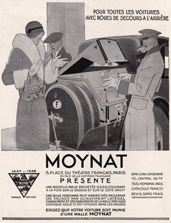
1869-1976年の間、アンドレ＝マルロー広場界隈にあったモワナの広告, 1929
同モワナの広告, 1929
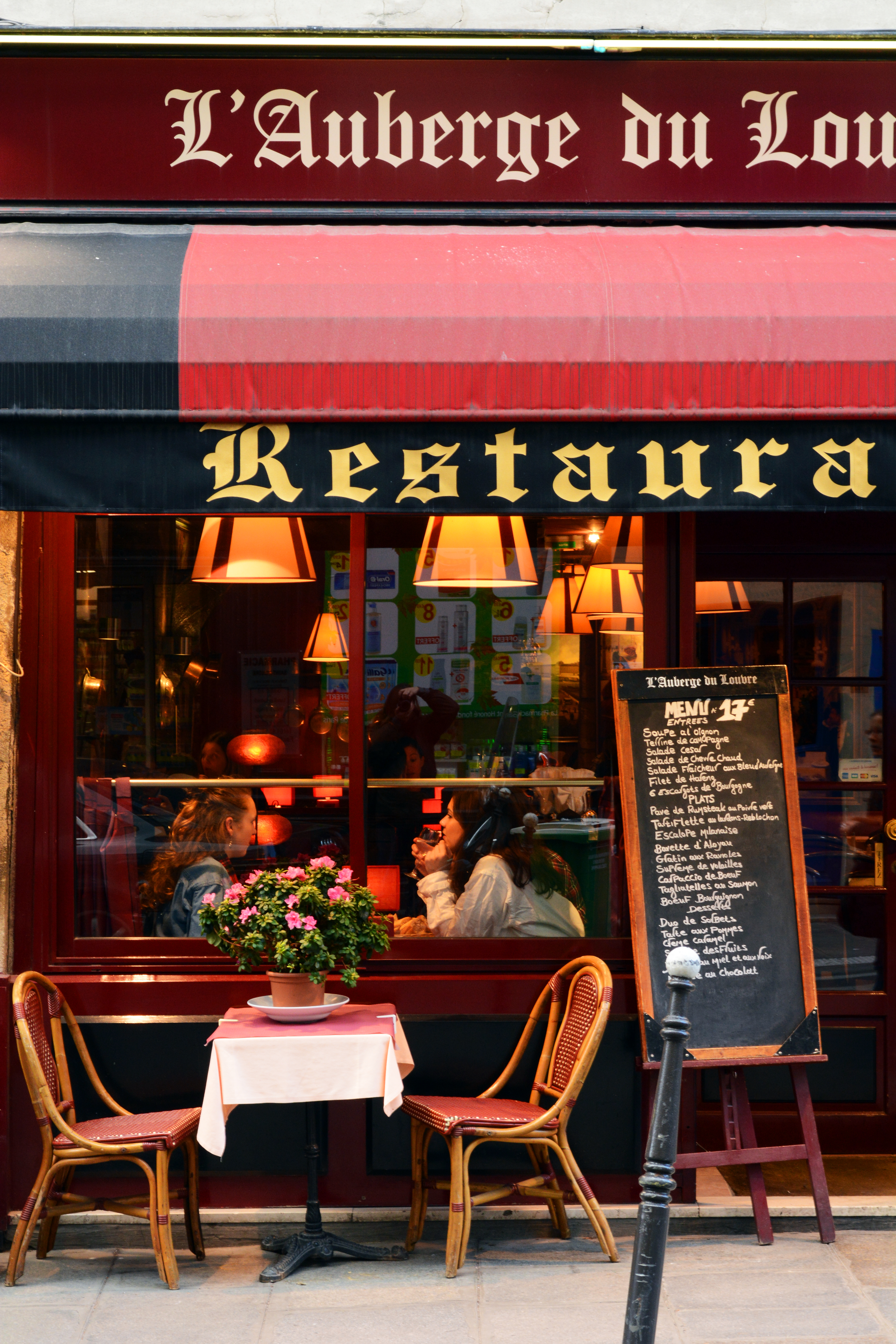
L'Auberge du Louvre (オーベルジュ・デュ・ルーヴル), 98 Rue Saint Honoré
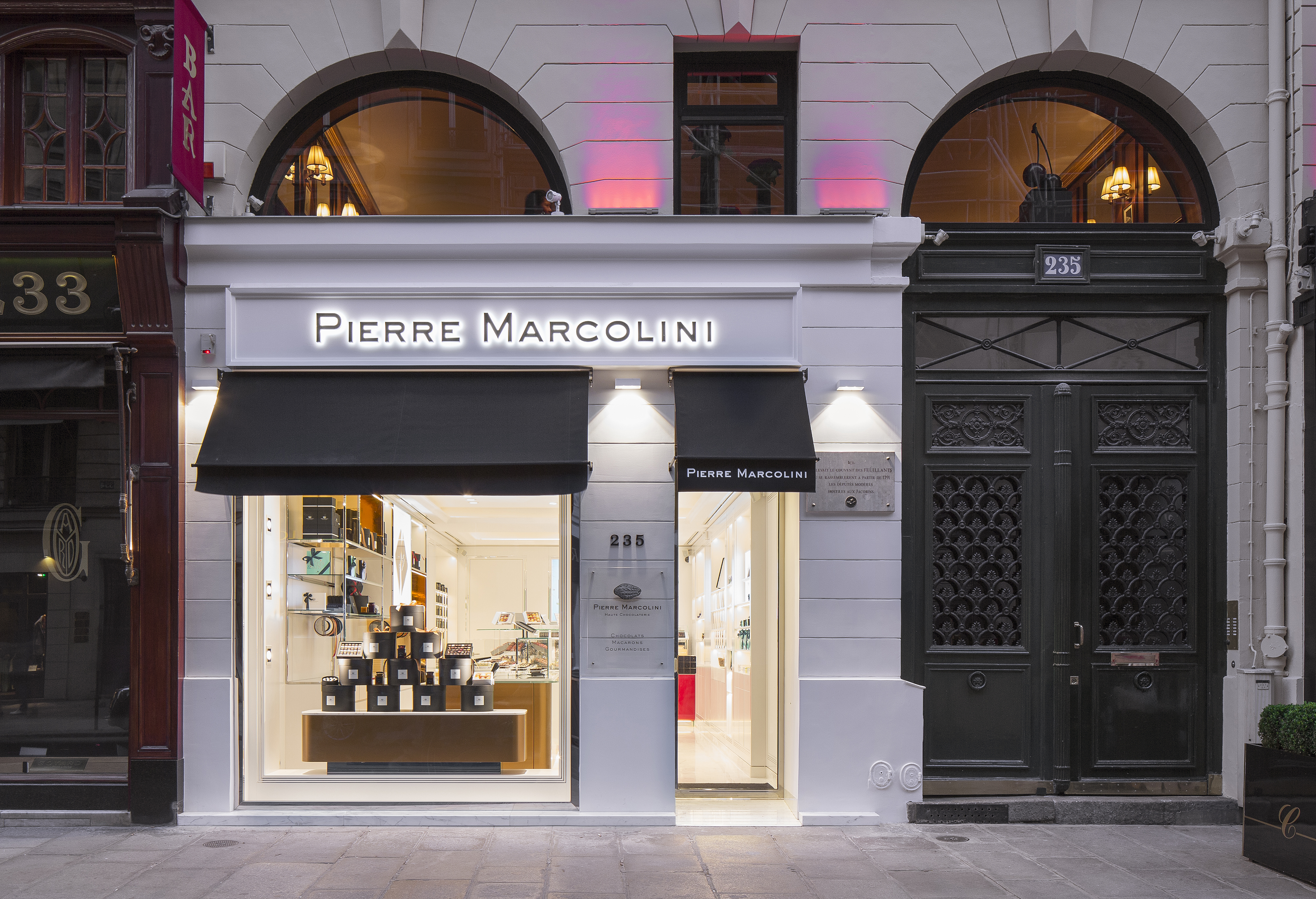
ピエール・マルコリーニ
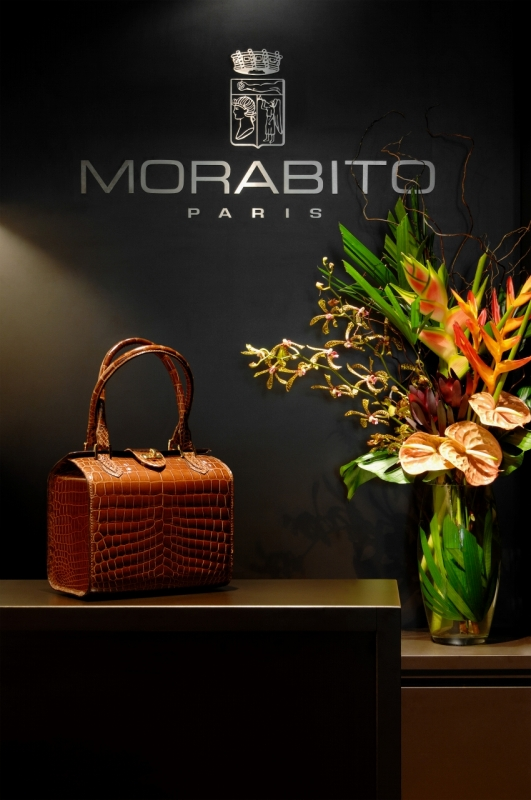
モラビト本店
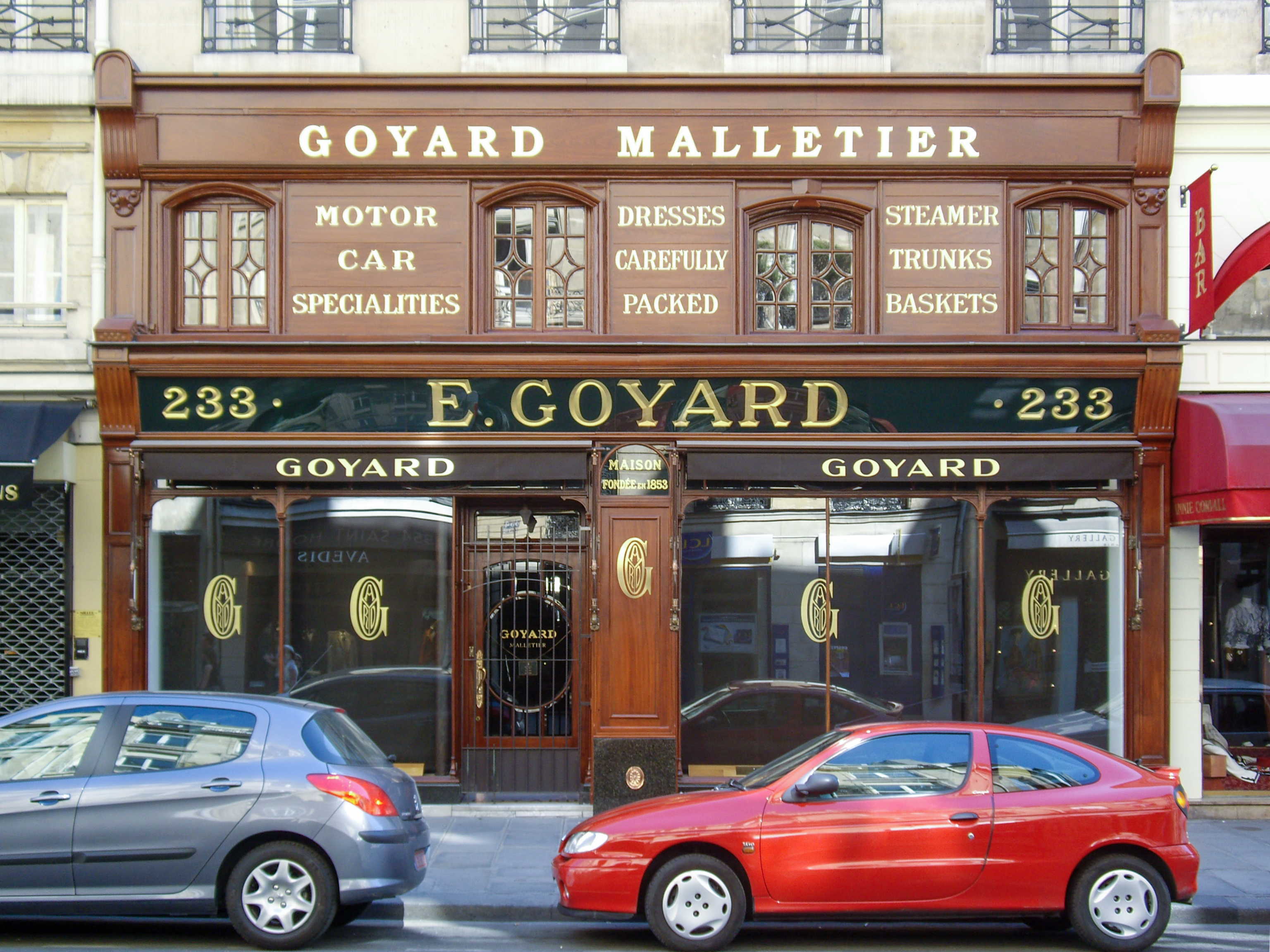
ゴヤール